# Dubivka, Hornostaiivka
Dubivka (în ucraineană Дубівка) este localitatea de reședință a comunei Dubivka din raionul Hornostaiivka, regiunea Herson, Ucraina.

## Demografie
Componența lingvistică a localității Dubivka
     Ucraineană (94,09%)
     Rusă (5,03%)
     Alte limbi (0,51%)
Conform recensământului din 2001, majoritatea populației localității Dubivka era vorbitoare de ucraineană (94,09%), existând în minoritate și vorbitori de rusă (5,03%).